# Historia Ełku
Historia Ełku – największego i najludniejszego miasta na Mazurach oraz głównego ośrodka przemysłowego i kulturalnego w regionie, sięga XIII w. Miasto przez wieki znajdowało się na pograniczu pomiędzy Zakonem krzyżackim a Rzeczpospolitą. Było wielokrotnie niszczone przez wojny i zarazy. Zaczęło się rozwijać pod koniec XIX w. po wybudowaniu linii kolejowej. Zniszczone znacznie w wyniku obu wojen światowych, po 1945 r. przeszło okres industrializacji i rozwoju. Po 1989 r. większego znaczenia nabrały turystyka i ekologia. 

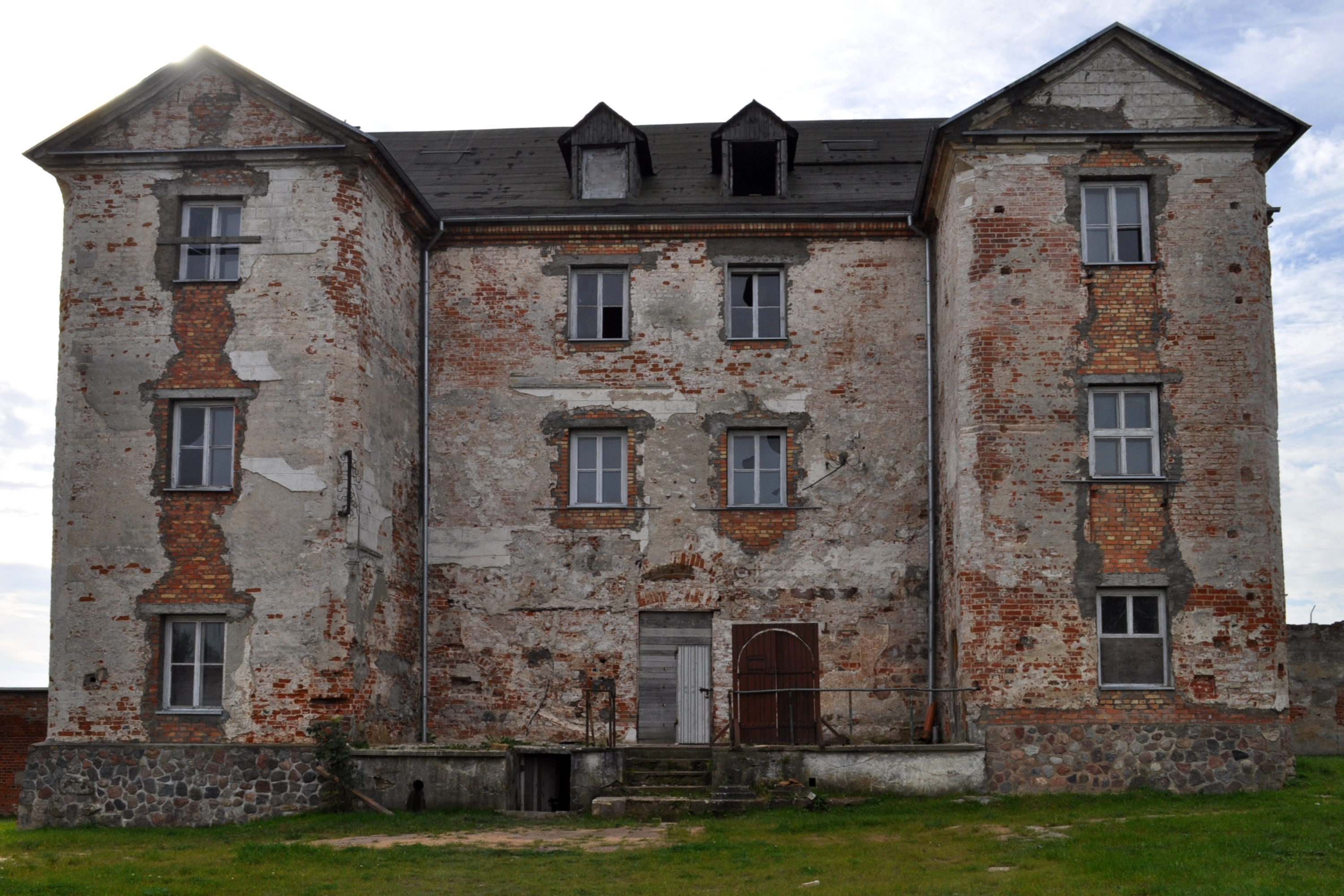
Zamek w Ełku.

## Początki osady
W drugiej połowie XIII w. do zachodnich krańców ziem pruskich dotarły zastępy rycerzy w białych płaszczach z czarnym krzyżem. Krzyżacy wspólnie z książętami polskimi dokonali podboju ziem jaćwieskich.
XVII-wieczny historyk pruski Krzysztof Hartknoch przypuszczał, że początki Ełku sięgają 1273 r., kiedy powstać miała umocniona warownia Jaćwingów na wyspie jeziornej. Nie znalazło to potwierdzenia w badaniach historyków i archeologów. Nad Jeziorem Ełckim umocnienia krzyżackie pojawiły się prawdopodobnie dopiero w końcu XIV w. Pierwsza wzmianka łącząca Ełk i fortyfikacje drewniano-ziemne pochodzi z 1390 r. Dokumenty sporządzono w samym Ełku, który nazwano w nich „Lick” i „Lyck”. Jak podaje kronikarz krzyżacki Jan z Posilge w 1398 r. komtur bałgijski, późniejszy wielki mistrz Ulrich von Jungingen, budował „dom (zamek) na Ełku (Licke)”, czyli na jeziorze, a właściwie na dużej wyspie na jeziorze Ełckim. Warownia stanowiła siedzibę prokuratora, urzędnika krzyżackiego podległego komturowi bałgijskiemu. Prace nad zamkiem ukończono w 1408 r., niedługo przed wybuchem Wielkiej Wojny z Polską. Początkowo niewielki zamek miał wesprzeć akcję kolonizacyjną wschodnich skrajów państwa zakonnego oraz zabezpieczyć administrację krzyżacką na tych terenach. Była to najdalej na wschód wysunięta warownia zakonna w Prusach.
Nieopodal zamku na brzegu jeziora u ujścia rzeki Ełk powstała osada, która w 1425 r. otrzymała przywilej lokacyjny wsi na prawie chełmińskim wystawiony przez wielkiego mistrza Pawła von Russdorfa w 1425 r.

## XV wiek
Ełk położony był na bocznym szlaku handlowym wiodącym z Mazowsza najkrótszą drogą do Królewca. Pochodzenie nazwy miasta jest sporne. Według badaczy słowo „Lek” w języku Jaćwingów miało oznaczać białą lilię wodną (grzybień), a w języku pruskim „Luk” również oznaczało roślinę wodną, natomiast „Elk” oznaczało łosia. Wysuwano też hipotezę, że nazwa wywodzi się od polskiego słowa „Łęg” – nadbrzeżna łąka. Po raz pierwszy nazwa rzeki „Łyk” pojawia się w 1247 roku w kronice halicko-wołyńskiej. W 1390 r. zapisano dwie nazwy tego samego miejsca – Lick i Lyck, a w 1398 – Licke. Polską wersję nazwy rzeki – Łek wymienia Jan Długosz. Można przypuszczać, że nazwa osady wzięła od nazwy rzeki, nad którą ją założono. Istnieje też teza historyków, że przejściowo (na początku XV w.) funkcjonowały dwie nazwy dla tego samego miejsca: Lyck (Łyk, Łek) oraz Przewłoki.
W 1425 r. wielki mistrz Paweł von Russdorf nadał osadzie przywilej lokacyjny na prawie chełmińskim. Sołtysem został wtedy Bartosz Bratomil. Na mocy przywileju wsi przyznano 48 łanów ziemi oraz 12 lat wolnizny od czynszów. W dokumencie opisano prawa i obowiązki mieszkańców, którzy zobowiązani byli m.in. do prac przy mostach prowadzących do zamku, koszenia łąk zamkowych oraz zawożenia listów do Rynu (Rhein), Giżycka (Leca, Lötzen) i na Mazowsze. Wieś prawdopodobnie uległa zniszczeniu w 1433 r. Być może dopiero po tym fakcie osada miejska rozwinęła się nad brzegiem jeziora, nieco bardziej na północ od wsi, bliżej zamku. Prawa miejskie Ełku zapisano w akcie lokacyjnym wystawionym pod datą 27 lutego 1445 r. Data roczna jest omyłką, gdyż wystawca dokumentu wielki mistrz Paweł von Russdorf zmarł w 1441 r. Na podstawie badań stwierdzono, że prawidłowy rok nadania praw miejskich to 1435. W przywileju miejskim miastu na prawie chełmińskim nadano 102 łany ziemi i 12 lat wolnizny.

## Wojna trzynastoletnia i zwierzchnictwo Polski

Akt oddania się stanów pruskich królowi Kazimierzowi IV Jagiellończykowi i Koronie Królestwa Polskiego, 1454, Archiwum Główne Akt Dawnych

Rozwój Ełku zahamowały konflikty zbrojne Polski i zakonu. Największych zniszczeń okolica doświadczyła podczas wojny trzynastoletniej. Mieszkańcy Ełku opowiedzieli się po stronie Związku Pruskiego i w 1455 r. wystąpili przeciwko krzyżackiej załodze. Zamek zdobyto i spalono, a garnizon wycięto (oszczędzono jedynie braci zakonnych). Warownia przechodziła z rąk do rąk. W 1456 r. do zamku powróciła załoga krzyżacka, w 1459 polskie wojska zaciężne wygnały krzyżaków, ale w 1462 r. zamek znowu jest we władaniu Krzyżaków. Po pokoju toruńskim (1466) osada pozostała w granicach państwa krzyżackiego, jednakże pod zwierzchnictwem polskim jako lenno Korony Królestwa Polskiego. Krzyżacy kontynuowali akcję kolonizacyjną. W XV w. wokół Ełku powstało wiele nowych wsi. Mimo to rozwój głównego ośrodka przebiegał powoli, a czasem się załamywał, bo jeszcze w 1483 i 1511 r. Ełk nazywany był „lichą wioszczyną”, choć posiadał pieczęć miejską.
Zniszczony podczas wojny trzynastoletniej zamek został szybko odbudowany, wzmocniony i powiększony. Dzięki poczynionym staraniom w czasie ostatniej wojny polsko-krzyżackiej zamek wytrzymał szturmy wojsk mazowiecko-polskich i nie został zdobyty. Wojna jednak zakończyła epokę państwa zakonnego w Prusach.
Podczas ostatniej wojny polsko-krzyżackiej (1519-1521) Ełk znowu był przedmiotem zmagań. Miasto kilkakrotnie zajmowały i rabowały wojska mazowieckie. W 1520 r. zamek był oblegany. W marcu tego roku Mazowszanie dwukrotnie bez powodzenia szturmowali warownię, a od połowy czerwca do 7 lipca trwało regularne oblężenie zamku. Rozbudowana po wojnie trzynastoletniej twierdza krzyżacka, dodatkowo ochraniana wodami jeziora skutecznie obroniła się przed atakami i do końca wojny pozostawała w rękach krzyżackich. Ostatecznie wojna zakończyła się niekorzystnie dla Krzyżaków, jednak zawarty rozejm rozpoczął ponad 130-letni okres pokoju na południowej granicy Prus. W 1525 r. wielki mistrz Albrecht Hohenzollern złożył hołd królowi Polski Zygmuntowi I Staremu. Z mapy znikło państwo zakonne, zastąpione przez świeckie Prusy Książęce. Po sekularyzacji zamek stał się siedzibą książęcego starosty. Ustało zagrożenie militarne ze strony Polski i Litwy, dlatego warownię stopniowo przebudowano na pałac. Zniszczone po wojnie miasto stopniowo odradzało się. Szybszy rozwój ośrodka nastąpił po sekularyzacji Prus. W 1541 r. książę Albrecht Hohenzollern odwiedził Ełk w związku z prowadzonymi z Polską sporem granicznym. W 1554 r. Ełk po raz pierwszy wzmianki wymieniają „oppidam Lyccenses”, czyli miasteczko Ełk, a nie wieś. Książę wspierał rozwój ośrodka i w 1560 r. przeprowadził odnowienie przywilejów miejskich oraz przyznanie nowych. Efekt widoczny jest w kolejnych dokumentach, gdyż już w 1561 r. zapisano „Stadt Lyck”, czyli miasto Ełk. Odtąd Ełk już zawsze był nazywany miastem.

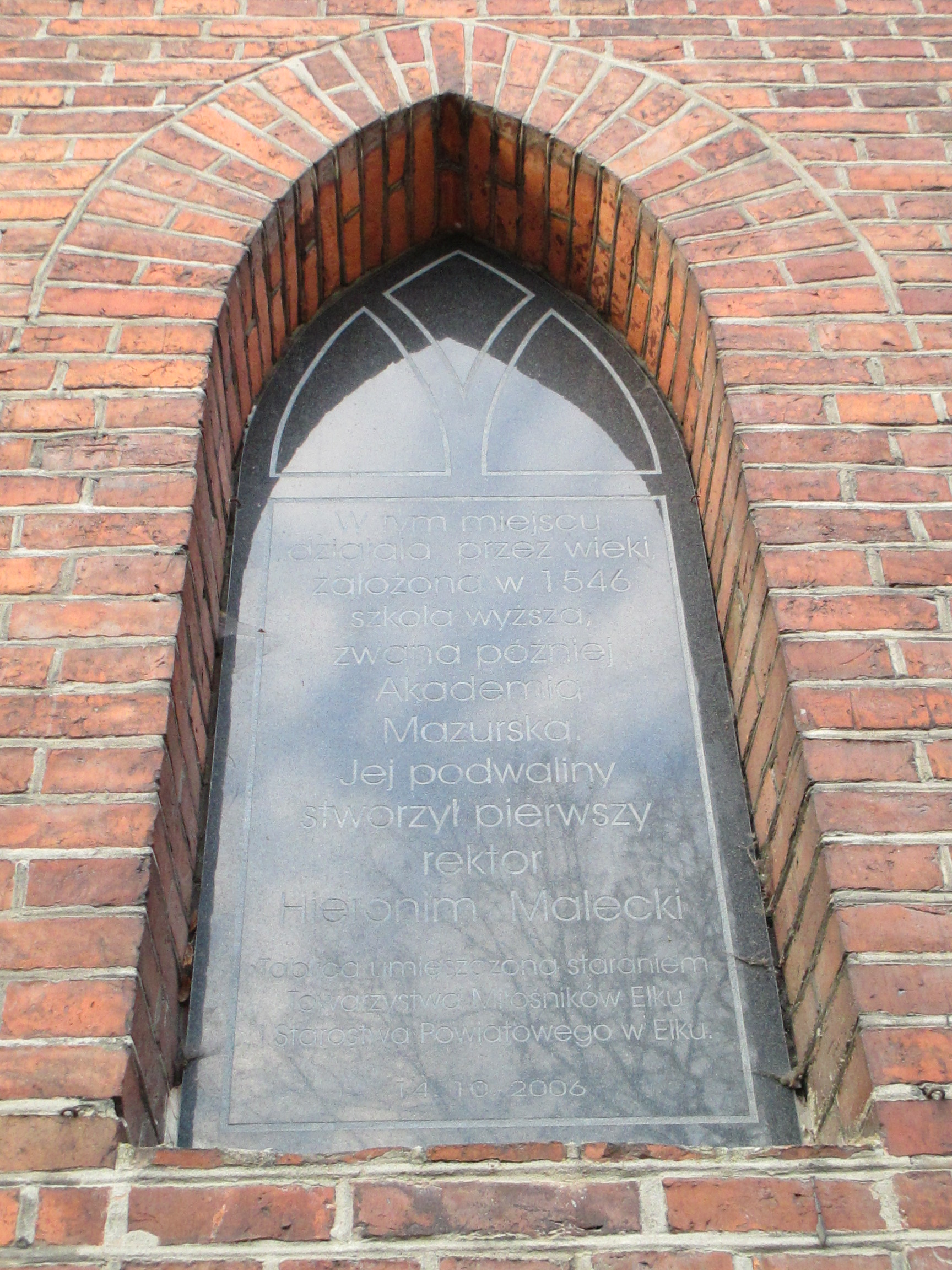
Tablica upamiętniającą dawną Akademię Mazurską i jej pierwszego rektora Hieronima Maleckiego, znajdująca się na budynku obecnego Zespołu Szkół Mechaniczno-Elektrycznych w Ełku.

W akcie lokacyjnym wsi Ełk zagwarantowano dobra na funkcjonowanie kościoła – przekazano 4 łany dla św. Katarzyny Dziewicy oraz „księdzu tamże rezydującemu”. Parafia istniała w 1469 r., a pierwszym znanym z imienia proboszczem był Paweł, a z 1484 r. pochodzi informacja, że w kościele był ołtarz św. Katarzyny. Przed reformacją parafia ełcka należała do diecezji warmińskiej archiprezbiteratu w Reszlu. Po przejściu Albrechta Hohenzollerna na luteranizm, protestantyzm w wyznaniu luterańskim stał się obowiązującą religią państwową w Księstwie Pruskim. Udział ludności polskojęzycznej w tej części Prus i w rejonie Ełku był przeważający i jeszcze długo po sekularyzacji kazania w kościele ełckim prowadzono wyłącznie w języku polskim. Z reformacją związany był rozwój oświaty i języków narodowych. W 1537 r. pastorem (proboszczem) w Ełku został polski teolog, poeta, tłumacz i wydawca Jan Malecki (Małecki, Maletius, Jan z Sącza, Sądecki, Sandecius), wybitna postać w dziejach miasta i Mazur. Za jego probostwa w latach 1547-1551 wzniesiono nową świątynię parafialną. W 1551 lub 1552 r. Jan Malecki założył w Ełku pierwszą na Mazurach polską oficynę wydawniczą (drukarnię). W latach 1543–1552 w Królewcu i w Ełku wydano więcej książek w języku polskim niż w całej Rzeczypospolitej. W 1546 r. założono w Ełku szkołę przykościelną z lekcjami w j. polskim, która bardzo szybko osiągnęła wysoki poziom o czym świadczy fakt, że w l. 1549-1580 aż 48 absolwentów szkoły studiowało na Uniwersytecie Królewieckim. W 1587 roku przekształcono ją oficjalnie w szkołę partykularną, czyli przygotowującą do studiów uniwersyteckich. Językiem obowiązującym był polski w odmianie literackiej, a nie dialekcie mazurskim. Lekcje zaczynano i kończono śpiewem polskich pieśni z psałterza Jana Kochanowskiego oraz czytaniem Biblii. Uczniowie przed południem rozmawiali tylko po łacinie, po południu Polacy mówili po niemiecku, a Niemcy po polsku. W 1599 r. nadano szkole rangę książęcej. W latach 1580–1640 aż 579 absolwentów szkoły ełckiej studiowało na uczelni w Królewcu.
W 1639 w Ełku gościł król Polski Władysław IV Waza.
Na początku XVII w. wydawać się mogło, że troski mieszkańców Ełku związane z zagrożeniem wojennym ustały. Prusy były lennikiem Polski, ożywiły się kontakty z Mazowszem i Litwą. Jednak Ełk mimo korzystnej sytuacji ekonomicznej, nie mógł się intensywnie rozwijać z powodu nękających go epidemii dżumy w roku – 1559, 1563, 1653 oraz 1709 i 1710. Wkrótce po trzeciej wielkiej epidemii w czasie potopu szwedzkiego, w 1656 r., miała miejsce pacyfikacja Prus południowych przez wojska pod dowództwem hetmana polnego litewskiego Wincentego Gosiewskiego. Miasto zostało doszczętnie zniszczone, a cały region złupiony. Tereny wokół Ełku zostały całkowicie wyludnione, gdyż większość mieszkańców została porwana w jasyr przez oddziały tatarskie. W 1657 zakończył się okres zwierzchnictwa polskiego nad miastem.

## XVII i XVIII wiek

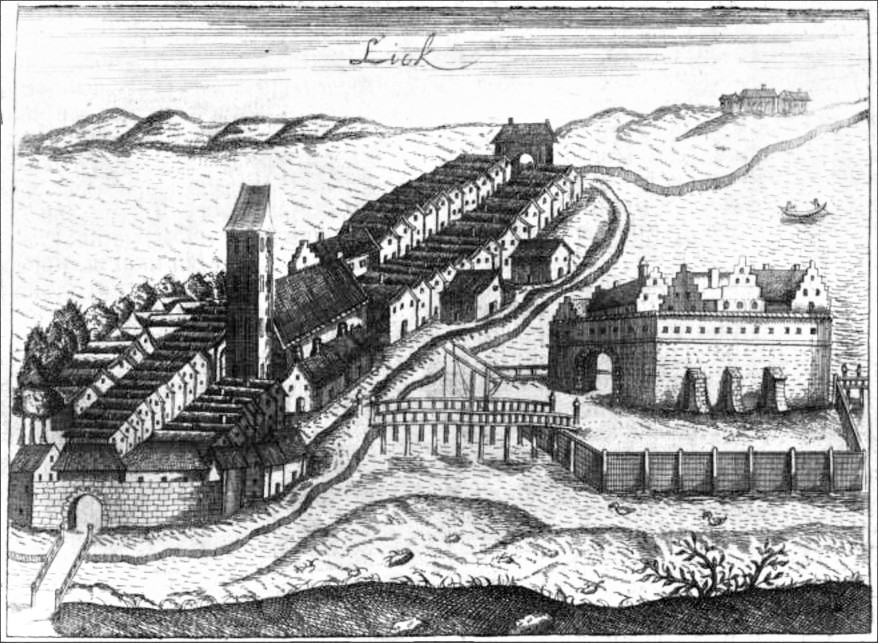
Ełk na rycinie z XVII w. w dziele Krzysztofa Hartknocha

W celu pobudzenia rozwoju ośrodka Fryderyk Wilhelm I (Wielki Elektor) w 1669 r. przeprowadził odnowienie praw miejskich i przyznał nowe przywileje, powtórnie dokonał tego aktu Fryderyk III w 1690 r.
Obraz miasta i zamku z tego okresu zachował się na rycinie w dziele Krzysztofa Hartknocha z 1674 r. Miasto miało układ wydłużony wzdłuż głównego traktu zakończonego brami. Po obu stronach traktu – głównej ulicy – wznosiła się gęsta zabudowa domów drewnianych. W centralnej części przy rozszerzeniu znajdował się kościół parafialny. Z tego miejsca odchodziła w bok droga prowadząca na długi most, łączący miasto z zamkiem. Sam zamek zajmował całą wyspę i otaczał go mur ze strzelnicami. Drewniana zabudowa miasta zagrożona była pożarami. Klęski takie dotykały miasto m.in. w roku 1688 i 1695. Liczba mieszkańców Ełku nie przekraczała tysiąc. W 1720 r. otwarto szkołę miejską, a w 1764 pierwszą aptekę. W 1800 Tymoteusz Gizewiusz założył w Ełku polskie seminarium nauczycielskie.

## XIX i XX wiek

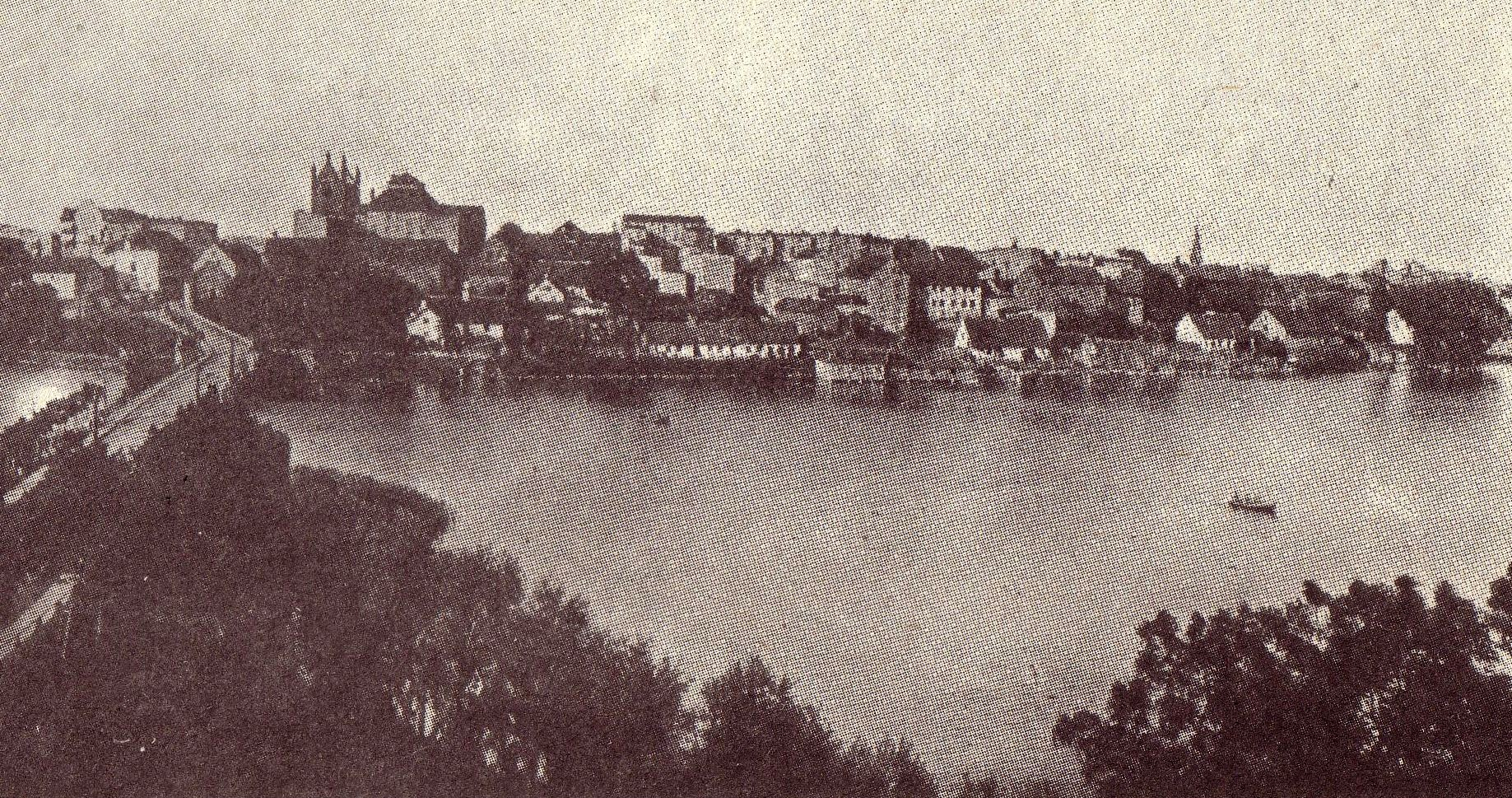
Panorama Ełku ok. 1900 r.

Ełk z początku XIX w. nie różnił się wiele od miasta z drugiej połowy XVII w. Nadal przeważały drewniane budynki. Ludność w mieście była głównie polska. Według danych niemieckich w 1890 r. w mieście Polacy stanowili 13%, a w powiecie (Landskreis Lyck) 71% mieszkańców. Ełk był ośrodkiem ruchu mazurskiego. Działały polskie organizacje społeczne m.in. pod koniec 1896 w Ełku powstała Mazurska Partia Ludowa, a w grudniu 1923 – Masurenbund (Związek Mazurów). W latach 1842–1850 wydawano tu pismo Przyjaciel Ludu Łecki, a w latach 1896–1902 wydawano Gazetę Ludową, redagowaną w języku polskim i przeznaczoną dla ludności mazurskiej. Wydawano również polskie książki. Ełk był rodzinnym miastem znanego mazurskiego poety Michała Kajki, któremu wystawiono w mieście pomnik w 1958 w stulecie jego narodzin.

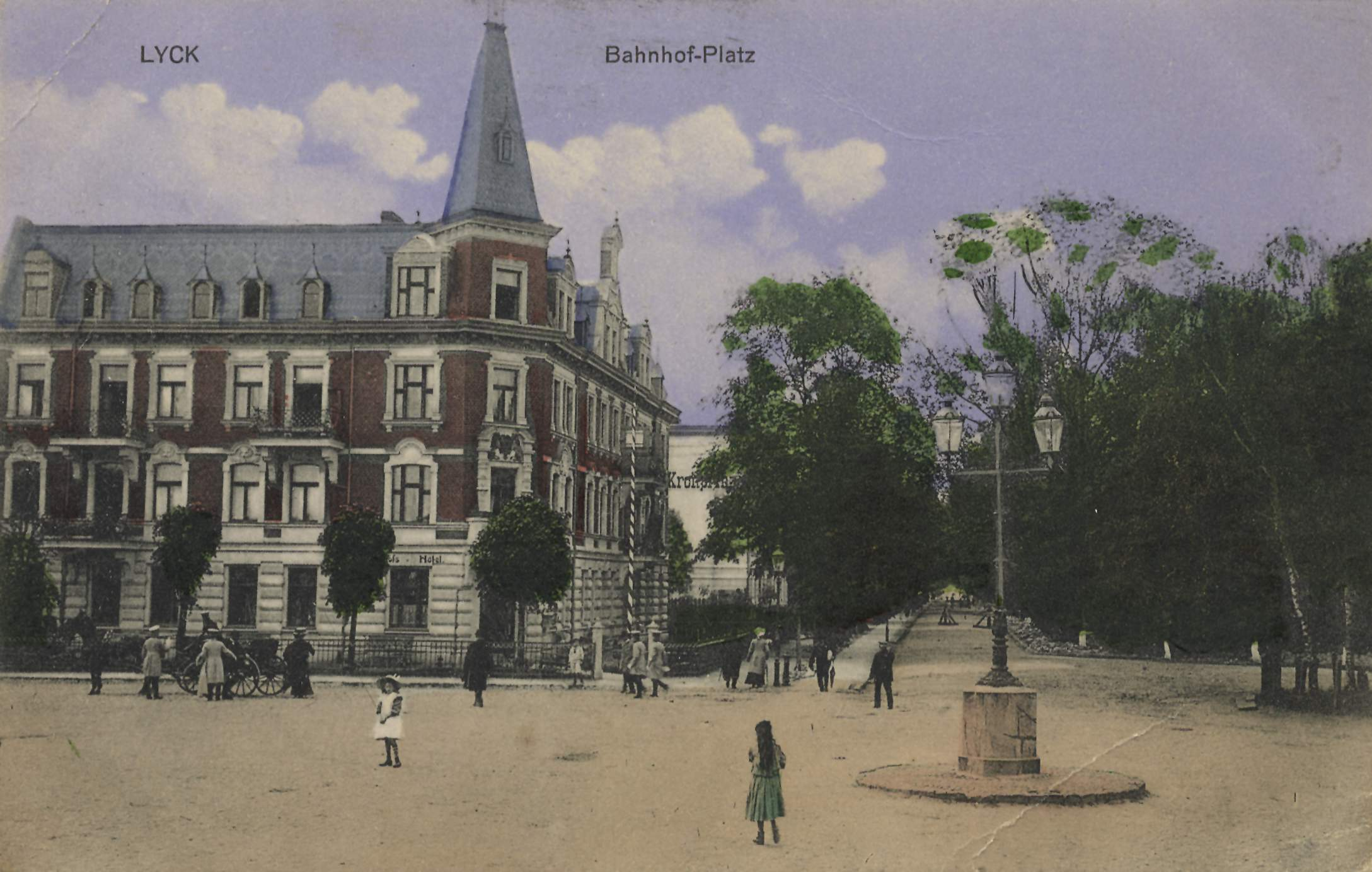
Plac przy dworcu kolejowym w 1912

Impulsem do rozwoju gospodarczego miasta stało się otwarcie w 1885 r. linii kolejowej, która połączyła Ełk z Piszem i Olsztynem. W latach 1893–1894 wybudowano drugi tor na odcinku Ełk – Korsze, a wiosną 1914 r. została oddana do użytku kolej wąskotorowa Ełk – Turowo. Wszystkie te przedsięwzięcia spowodowały, że Ełk stał się ważnym węzłem kolejowym prowincji wschodniopruskiej, a rozwój aglomeracji uwarunkowała konieczność budowy infrastruktury technicznej miasta. W 1910 na Jeziorze Ełckim powstaje nowy żelbetowy most Suermondt-Brücke. Na przełomie XIX i XX wieku miasto otrzymało nowoczesną kanalizację, gazownię, a w 1912 r. w Ełku było 700 numerów telefonicznych. Miasto zaczęło rozwijać się wzdłuż obecnych ulic Mickiewicza, Armii Krajowej i Wojska Polskiego.

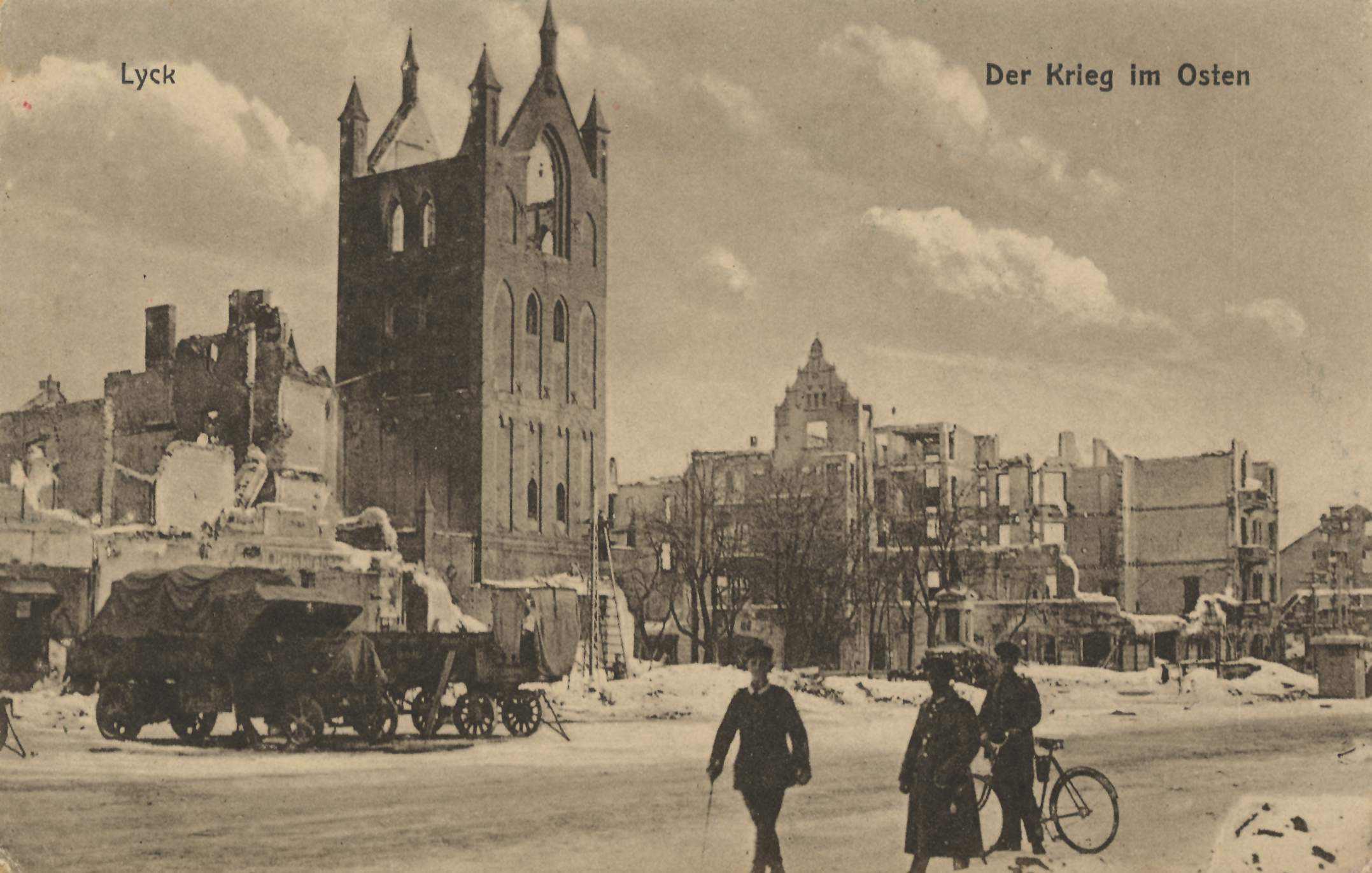
Zrujnowane centrum miasta wskutek I wojny światowej

Podczas I wojny światowej przez Ełk przeszły oddziały rosyjskie atakujące Prusy Wschodnie. Miasto ponownie zostało znacznie zniszczone. Po zakończeniu działań wojennych podjęto odbudowę. Pojawiły się nowe fabryki maszyn, tartaki, cegielnie i karczmy. W okresie międzywojennym  Ełk był siedzibą Konsulatu Polskiego. W czasie II wojny światowej miejsce pracy przymusowej wielu obywateli państw okupowanych. Teren działania wywiadu AK. W 1945 r. o Ełk toczyły się zaciekłe walki. 24 stycznia 1945 opustoszałe miasto zdobyły wojska radzieckie (Siły niemieckie mające bronić Ełku, wycofały się na chwilę przed pojawieniem pierwszych oddziałów Armii Czerwonej). Po zajęciu Ełku Czerwonoarmiści dokonali grabieży oraz umyślnego niszczenia budynków. Zniszczeniu uległo blisko 50% zabudowy. 6 kwietnia 1945 zdewastowane miasto zostało przekazane administracji polskiej. Miasto znalazło się pierwszy raz od czasów swojego istnienia w granicach państwa polskiego, aczkolwiek w wiekach poprzednich niejednokrotnie było zdobywane przez Polaków, w latach 1466-1657 było wasalne wobec Polski (stanowiło jej lenno), a w wiekach XIX i XX znajdował się w mieście silny ośrodek polskości.

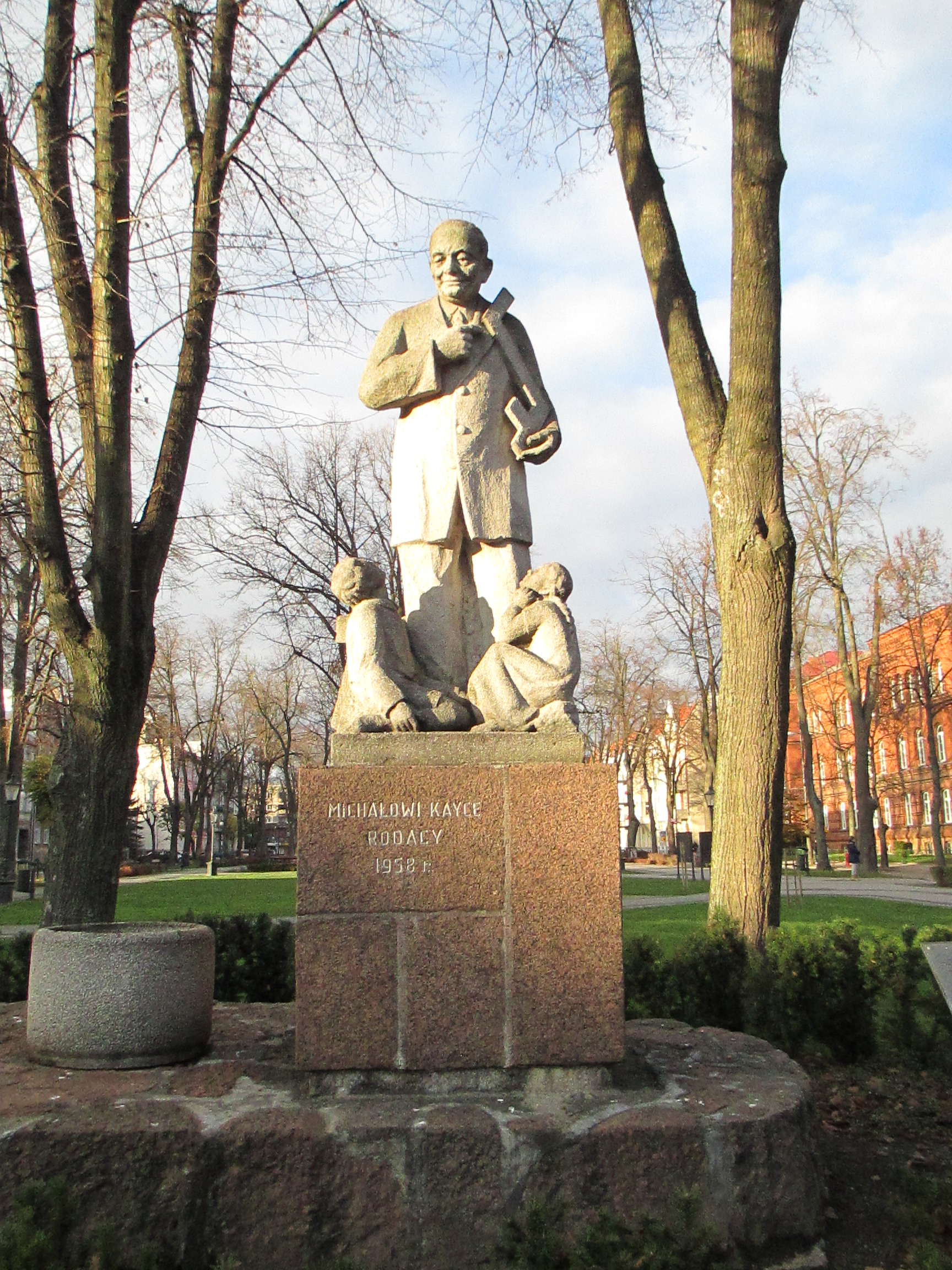
Pomnik Michała Kajki odsłonięty w 1958, w setną rocznicę urodzin poety

Po wojnie Ełk był wyludnionym miastem powiatowym. Zasiedlono go głównie mieszkańcami z okolicznych powiatów (np. szczuczyńskiego, augustowskiego), w mniejszym stopniu przesiedleńcami z Kresów (głównie Grodzieńszczyzny i Wileńszczyzny). Do lat 90. XX wieku przyszłość Ełku upatrywano w intensywnej rozbudowie przemysłu, w szczególności przemysłu przetwórczego, rolno-spożywczego oraz drzewnego. W 1989 miasto osiągnęło liczbę 50 tysięcy mieszkańców. Po przemianach ustrojowych w 1989 nowe samorządowe władze postawiły na turystykę i ekologię. W 1991 r. powołano obszar funkcjonalny „Zielone Płuca Polski” i opracowano strategię ekorozwoju tego obszaru. Ełk, który leży niemal w centrum „Zielonych Płuc”, przystąpił w 1992 r. ze swoim programem „Ełk – miasto ekologiczne” do realizacji tej strategii. Ełcki Program uznano za jeden z najlepszych w Europie – za co miasto w 1993 r. zostało wyróżnione prestiżową Nagrodą Forda. Rozpoczęto rekultywację jeziora oraz modernizację oczyszczalni ścieków. 25 marca 1992 r. Ełk stał się siedzibą diecezji ełckiej, a pierwszym biskupem został Wojciech Ziemba. Dzięki temu odzyskał swoją historyczną rolę Duchowej Stolicy Mazur. 8 czerwca 1999 r. przybył z pielgrzymką Ojciec Święty Jan Paweł II. We Mszy św., którą Jan Paweł II odprawił w Ełku uczestniczył prezydent Litwy Valdas Adamkus oraz większość Episkopatu litewskiego. Wizyta papieża zgromadziła ok. 250 tys. pielgrzymów, co jest największym dotychczasowym zgromadzeniem w historii miasta. Dziś ma ponad 56 tys. mieszkańców, a największą atrakcją jest położenie w jednym z najpiękniejszych zakątków Polski. W pierwszą rocznicę mszy papieskiej odsłonięto pomnik Jana Pawła II, a Plac Sapera, na którym stoi, przemianowano na Plac Jana Pawła II. Także w 2000 roku oddano do użytku krytą pływalnię.

## XXI wiek
W 2001 roku powstało Centrum Edukacji Ekologicznej. W 2005 r. odbył się największy dotychczas koncert pt. „Hity na czasie”. Na plażę miejską przybyło – ponad 40 tys. osób, relację telewizyjną w TVP2 z imprezy w Ełku obejrzały 4 mln widzów.
W 2008 roku doszło do głośnego konfliktu władz miasta oraz władz gminy wiejskiej Ełk w związku z planowanym poszerzeniem granic miasta o wsie Konieczki i Siedliska. Wydarzenia, w tym strajk głodowy w siedzibie gminy, były opisywane przez największe krajowe media, co doprowadziło do upadku projektu 28 lipca tegoż roku.
W 2009 miasto odwiedził prezydent Rzeczypospolitej Polskiej Lech Kaczyński.
W lipcu 2011 działalność zakończyło Kino Polonia – ostatnie ełckie kino, jednakże 21 października tego samego roku działalność rozpoczęło nowe kino w Ełckim Centrum Kultury, a następnie Planet Cinema.
W 2018 z okazji stulecia odzyskania niepodległości odsłonięto przed ratuszem pomnik marszałka Józefa Piłsudskiego.

## Historyczne nazwy wybranych ulic
| Obecna nazwa         | Nazwa z czasów PRL   | Nazwa niemiecka w 1927 roku (przetłumaczona niemiecka nazwa) | Współcześnie na osiedlu      |
| -------------------- | -------------------- | ------------------------------------------------------------ | ---------------------------- |
| ul. Wojska Polskiego | ul. Wojska Polskiego | Kaiser Wilhelm Straße (ul. Cesarza Wilhelma)                 | Centrum, Północ I            |
| ul. Armii Krajowej   | ul. Armii Czerwonej  | Hindenburgstraße (ul. Hindenburga)                           | Centrum                      |
| ul. Mickiewicza      |                      | Bismarckstraße (ul. Bismarcka)                               | Centrum                      |
| ul. Piłsudskiego     | ul. 6 Kwietnia       | Schulstraße (ul. Szkolna)                                    | Północ I                     |
| ul. Chopina          |                      | Falkstraße (ul. Sokola)                                      | Centrum                      |
| ul. Pułaskiego       |                      | Seestraße (ul. Jeziorna)                                     | Centrum, Północ I            |
| ul. Wawelska         |                      | Blücherstraße (ul. Blüchera)                                 | Centrum                      |
| ul. Zamkowa          |                      | Schloßstraße (ul. Zamkowa)                                   | Centrum, Grunwaldzkie        |
| ul. Sikorskiego      | ul. Polna            | Rudzicksche Trift                                            | Północ I, Północ II, Zatorze |

## Przynależność państwowa
Od uzyskania praw miejskich Ełk znajdował się pod panowaniem następujących państw:
- 1435-1454 –  państwo zakonu krzyżackiego
- 1454-1455 –  Korona Królestwa Polskiego
- 1455 –  państwo zakonu krzyżackiego
- 1455-1456 –  Korona Królestwa Polskiego
- 1456-1459 –  państwo zakonu krzyżackiego
- 1459-1462 –  Korona Królestwa Polskiego
- 1462-1466 –  państwo zakonu krzyżackiego
- 1466-1525 –  Korona Królestwa Polskiego,  Prusy Zakonne (lenno Polski)
- 1525-1657 –  Korona Królestwa Polskiego,  Prusy Książęce (lenno Polski, od 1618 w unii personalnej z Brandenburgią)
- 1657-1701 –  Brandenburgia-Prusy
- 1701-1867 –  Królestwo Prus
- 1867-1871 –  Związek Północnoniemiecki,  Królestwo Prus
- 1871-1919 –  Rzesza Niemiecka, / Królestwo Prus
- 1919-1933 –  Rzesza Niemiecka
- 1933-1938 –  [a] Rzesza Niemiecka
- 1938-1945 –  Rzesza Wielkoniemiecka[b]
- 1945-1952 –  Rzeczpospolita Polska
- 1952-1989 –  Polska Rzeczpospolita Ludowa
- od 1989 –  Rzeczpospolita Polska